# イーサン・カトスキー
イーサン・カトスキー（Ethan Cutkosky, 1999年8月19日-）は、「（Screen Actors Guild）映画俳優ギルドそしてテレビとラジオにおけるアーティストたちの米国連盟（American Federation of Television and Radio Artists）」つまり頭文字で略すと「SAG-AFTRA（サグ・アフトラ）」に所属するアメリカ合衆国イリノイ州シカゴで活躍する俳優である。超常現象系・ホラー映画『アンボーン』のバルト役や、アメリカのテレビ局「Showtime」で放送されている人気コメディー・テレビドラマ『シェイムレス 俺たちに恥はない』のカール・ギャラガー役として知られている。

## キャリア
イーサンは幼い4歳のころから広告写真やテレビコマーシャルでモデル活動し、2007年にはヴィンス・ヴォーン主演のクリスマスコメディ映画『フレッド・クラウス』でカール役として映画デビューを果たした、このとき7歳だった。その2年後には、超常現象系・ホラー映画『アンボーン』でバルト役を演じ、ゲイリー・オールドマンと共演した。2010年には、ヒラリー・スワンク主演のノンフィクション映画『ディア・ブラザー』にも出演している。そして、2011年からは父親のフランク・ギャラガー役を演じるウィリアム・メイシーや姉のフィオナ・ギャラガー役を演じるエミー・ロッサムたちと共演するテレビドラマシリーズ『シェイムレス 俺たちに恥はない』の中で、カール・ギャラガー役を演じている。

## 私生活
イーサンは元教師の母親とコンピュータソフトウェアエンジニアの父親とのあいだに生まれた。普段はスケートボードが好きで、テコンドーは黒帯二段、『シェイムレス』で長らく共演している姉のデビー・ギャラガー役を演じるエマ・ケニーとは親友である。

## 出演作品

### 映画
| 公開年 | 邦題 原題                     | 役名                        | 備考           |
| ------ | ----------------------------- | --------------------------- | -------------- |
| 2007年 | フレッド・クラウス Fred Claus | カール Carl                 | クレジットなし |
| 2009年 | アンボーン The Unborn         | バルト Barto                |                |
| 2010年 | ディア・ブラザー Conviction   | 近所の少年 Neighborhood Boy |                |

### テレビ
| 放映年        | 邦題 原題                                                  | 役名                              | 備考                                                   |
| ------------- | ---------------------------------------------------------- | --------------------------------- | ------------------------------------------------------ |
| 2011年-2021年 | シェイムレス 俺たちに恥はない Shameless                    | カール・ギャラガー Carl Gallagher | メインキャスト                                         |
| 2013年        | LAW & ORDER:性犯罪特捜班 Law & Order: Special Victims Unit | ヘンリー・メスナー Henry Mesner   | シーズン14: エピソード19「感情の在処 Born Psychopath」 |

### 情報源
海外のサイト
- Ethan Cutkosky - IMDb（英語）

日本のサイト
- イーサン・カトスキー - allcinema

### 公式SNSなど
- Ethan Cutkosky (@ethancutkosky) - X（旧Twitter） - イーサン・カトスキーの公式Twitter
- 💎💵ethancutkosky💵💎 (ekat19) - Instagram - イーサン・カトスキーの公式インスタグラム
- Ethan Cutkosky (Ethan-Cutkosky-112845702125904) - Facebook - イーサン・カトスキーの公式フェイスブック